# Diabolocatantops
Diabolocatantops es un género de saltamontes perteneciente a la subfamilia Catantopinae de la familia Acrididae. Este género se encuentra en África y Asia (Yemen, la zona este del Medio Oriente, subcontinente indio, Indochina y China).

## Especies
Las siguientes especies pertenecen al género Diabolocatantops:
- Diabolocatantops axillaris (Thunberg, 1815)
- Diabolocatantops consobrinus (Karny, 1907)
- Diabolocatantops innotabilis (Walker, 1870)
- Diabolocatantops pinguis (Stål, 1861)
- Diabolocatantops pulchellus (Walker, 1870)
- Diabolocatantops rufipennis (Li & Jin, 1984)
- Diabolocatantops signatipes (Walker, 1870)
- Diabolocatantops sukhadae Bhowmik, 1986